# Будовесть (озеро)
Будове́сть (бел. Будаве́сць) — озеро в Шумилинском районе Витебской области в бассейне реки Сечна, в 8 км на юго-восток от городского посёлка Шумилино.
Площадь поверхности озера 3,14 км². Длина 4,14 км, наибольшая ширина 1,4 км. Глубина озера достигает 10,3 м.

Котловина ложбинного типа, вытянутая с севера на юг. Склоны котловины высотой до 20 метров. Береговая линия извилистая, длиной 13,36 км, образует заливы и полуострова. Берега песчаные, высотой до 0,4 м. Литоральная зона песчаная. Глубоководная часть озёрной чаши покрыта слоем кремнезёмистого сапропеля. На озере 5 островов.
Озеро эвтрофное, слабопроточное. На севере вытекает протока в озеро Княжно. Будовесть зарастает слабо. Растительность занимает полосу 20—40 м.
В озере обитают щука, лещ, плотва, краснопёрка, густера, уклейка, окунь, линь и другие виды рыб.
Гидроним относится к ряду прибалтийско-финских топонимов, где формант связан с финским vesi «вода», а основа — с вепсским и финским pudas «залив реки, протока».